# كارجو (فلم 2006)
كارجو (بالإنجليزية: Cargo) هو فيلم إثارة من إنتاج عام 2006. أخرجه كليف جوردون، وأنتجه أندريا كالدروود وخوان جوردون، وكتبه بول لافيرتي. يضم الفيلم الممثلين بيتر مولان، دانيال برول، لويس توسار، سامولي إيدلمان وغاري لويس.

## القصة
يروي كارجو قصة شاب يواجه مشاكل في إفريقيا، وبسبب ذلك يقرر الاختباء في سفينة شحن متجهة إلى أوروبا. خلال هذه الرحلة، يبدأ البحارة في السفينة بالاختفاء دون سبب واضح، ويبدو أن قبطان السفينة الفاسد لديه الإجابات.